# رادوسلاف روگینا
رادوسلاف روگینا (کرواتی: Radoslav Rogina؛ زادهٔ ۳ مارس ۱۹۷۹) دوچرخه‌سوار اهل کرواسی است.